# 山口太幹
山口 太幹（やまぐち たいき、2009年9月2日 - ）は、日本の俳優。宮崎県出身。海汐プロダクション所属。業務提携先アービング。

## 略歴
2人兄妹の長男として生まれる（妹は2歳下）。
宮崎県出身。2013年に宮崎の芸能事務所『海汐プロダクション』に入所する。
事務所では、モデルと俳優のレッスンを受け、宮崎県のCMやファッションショーなどに出演する。歌うことも好きだった為、小学生に上がると同時に3人グループのchwaman（ちゃわまん）を結成し、歌手活動を始め、数々のお祭りや音楽イベントに参加した。その他、宮崎県で行われた『ボンベルタ橘プレゼンツ 初夏のお出かけファッションコンテスト』では準優勝、『ユニクロニトリモール宮崎店プレゼンツ ユニクロMYコーデコンテスト』では審査員賞を受賞。
小学1年生の夏に福岡県で行われた『劇場映画新人子役発掘オーディション』で500人の中から選ばれ、2018年2月公開の劇場映画『巫女っちゃけん。』で初の準主演を務め俳優デビュー。主演の広瀬アリスと共演した。この映画は2017年のアジアフォーカス・福岡国際映画祭にクロージング作品として、また第30回東京国際映画祭に特別招待作品として出展され、俳優陣とともに参加した。舞台挨拶などもこなし、このような経験をきっかけに俳優としての道を強く目指すようになる。
2019年から海汐プロダクション業務提携会社『アービング』への所属が決まり、2020年3月30日から放送開始の連続テレビ小説「エール」に、主人公の友人・佐藤久志の幼少期役として出演。

## 人物
- 特技は、ビートボックス
- 習い事は、水泳・習字・英会話・ビートボックス
- テレビアニメやゲームが好き。特に好きなアニメは『僕のヒーローアカデミア』

## 出演

### テレビドラマ
- 連続テレビ小説 エール（2020年3月30日 - 11月27日、NHK） - 佐藤久志（幼少期）役[2][3][4]
- 連続ドラマW コールドケース3 ～真実の扉～（2021年2月13日、WOWOW）　- 黒崎優 役
- 土曜ドラマ9 私のエレガンス（2021年4月2日 - 5月7日、BSテレ東） - 綾小路透 役
- ビッ友×戦士 キラメキパワーズ! （2021年9月5日、テレビ東京） - 桐山ケント 役
- 天久鷹央の推理カルテ 第5話（2025年5月20日、テレビ朝日） - 木原勝次 役

### テレビ
- 「美の壺」和食の原点（2021年3月5日、NHK BSプレミアム）

### 映画
- 巫女っちゃけん。（2018年2月3日）- 準主役・健太 役[5][6]
- 未来へのかたち（2020年7月3日） - 高橋竜青（幼少期）役
- 鋼の錬金術師 完結編 復讐者スカー（2022年5月20日） - イシュバール人の子供 役
- 天尊降臨 ヒムカイザー THE MOVIE（2023年公開予定） W主演
- マッチング（2024年2月23日） - 影山剛（幼少期）[7]

### 短編映画
- ショートムービー「ひかる」（2017年12月10日） - 百瀬ゆう 役
- ショートムービー「オモイダシタ」（2019年5月1日）- ヒトシ（幼少期）役

### CM
- ジャパネットホールディングス企業CM
- NTT docomo / PIoT
- 富士通「おにぎり」篇
- 宮崎マイバック
- 綾の酒泉の杜
- 鉱脈社「宮崎の家づくり住まい」
- 児童虐待対策月間

### その他
- 『ONE PIECE』コミックス100巻/アニメ1000話記念映像作品 “WE ARE ONE.”  (2021年)- 純 役
- 山崎育三郎 THISIS IKU 日本武道館　- ゲスト出演

## 書籍

### 雑誌
- Myojo（2016年11月号 - 集英社）
- ポケモンファン（2016年 - 小学館）

## 受賞歴
- ボンベルタ橘プレゼンツ『初夏のお出かけファッションコンテスト』準優勝
- ユニクロニトリモール宮崎店プレゼンツ『ユニクロMYコーデコンテスト』審査員賞